# Lichkov
Lichkov (deutsch Lichtenau) ist eine Gemeinde in Tschechien. Sie liegt 14 Kilometer östlich von Žamberk und sechs Kilometer südlich von Międzylesie an der Grenze zu Polen und gehört zum Okres Ústí nad Orlicí.

## Geographie

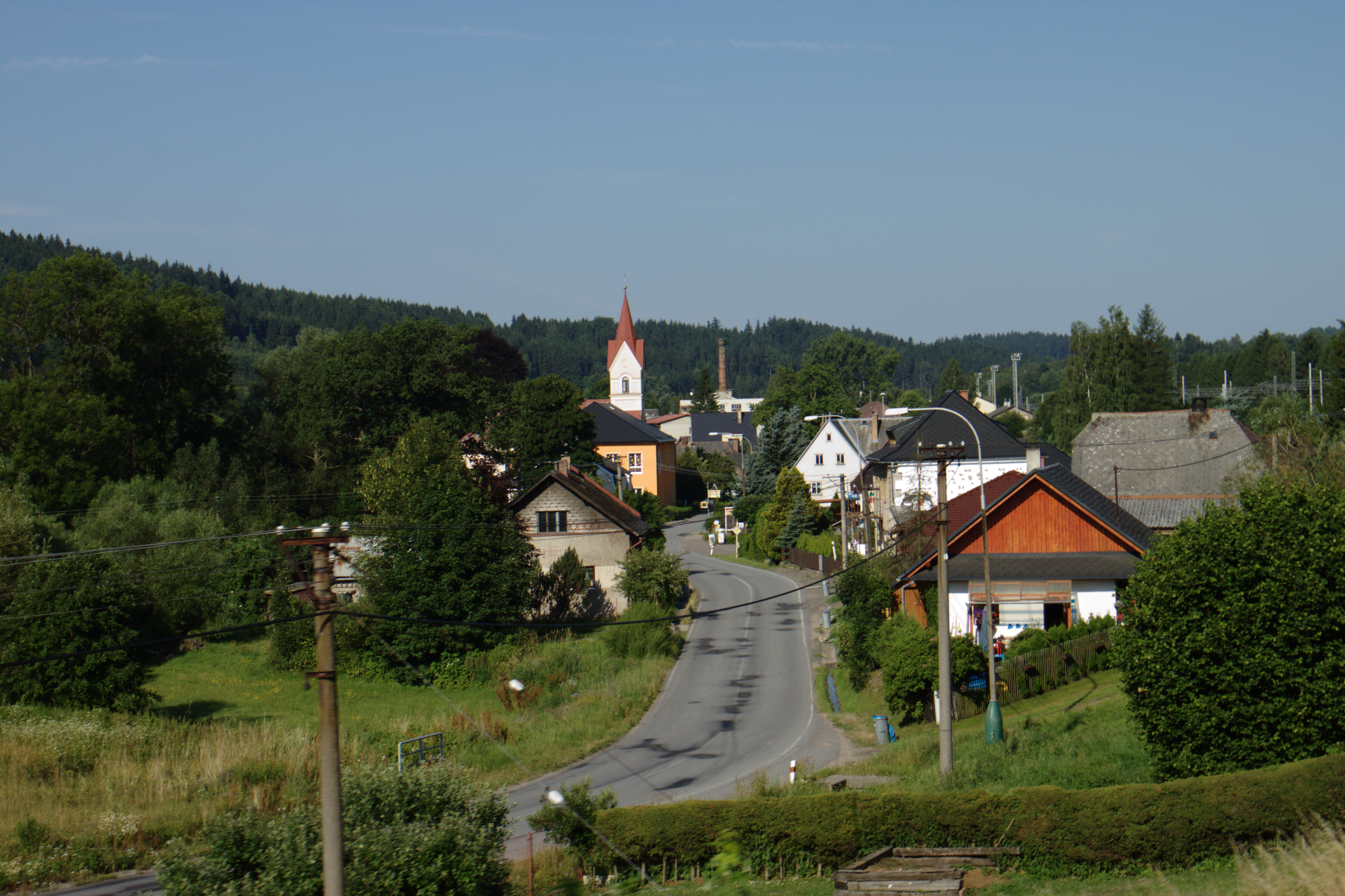
Lichkov, Ortsansicht

Das Dorf befindet sich im Südosten des Adlergebirges an der Südspitze des Glatzer Kessels im Tal der Stillen Adler. Nördlich verläuft die Staatsgrenze zu Polen; im Osten liegt der 534 m ü. NN hohe Grulicher bzw. Mittelwalder Pass (tschechisch Králický průsmyk, polnisch Przełęcz Międzyleska) über den ein wichtiger Straßen- und Bahnübergang der tschechisch-polnischen Grenze an der Strecke nach Kłodzko (Glatz) und Breslau führt. Südlich erheben sich die zum Kamm des Suchý vrch gehörigen Berge Vysoký kámen (842 m) und die Bouda (Baudenkoppe, 844 m), über die die Bunkerlinie des Tschechoslowakischen Walls verläuft. Am Hang der Bouda befindet sich das Artilleriewerk Bouda (Festung Baudenkoppe).
Nachbarorte sind Kamieńczyk im Norden, Boboszów im Nordosten, Dolní Lipka im Osten, Dolní Boříkovice im Südosten, Těchonín, Celné und Dolany im Südwesten, Mladkov im Westen sowie Petrovičky im Nordwesten.

## Geschichte
Erstmals urkundlich erwähnt wurde Lichtenau im Jahre 1569 als Teil der Herrschaft Grulich. Es entstand als Ansiedlung von Glasmachern, nachdem 1568 Jan Burian von Žampach die Herrschaft Žampach aufteilte und Grulich an Zdenko von Waldstein verkauft hatte. Seit etwa 1560 wurde an der Stillen Adler eine Glashütte betrieben. Nach Dominik Preußler und Paul Schürer gehörte sie dem Johann  Friedrich (II.), von dem sie vor 1641 dessen Sohn Christoph erbte. 1633 starben die meisten Bewohner von Lichtenau an einer Pestepidemie. 1836 bestand der Ort aus 157 Häusern und hatte 939 Einwohner. Bis zur Ablösung der Patrimonialherrschaften im Jahre 1848 blieb Lichtenau zur Herrschaft Grulich zugehörig und im Besitz der Grafen Althann.
1871 wurde das holzverarbeitende Unternehmen Fehr & Wolf gegründet.
Am 14. Jänner 1874 wurde durch die Österreichische Nordwestbahn der Betrieb auf der Strecke von Königgrätz bis Wichstadtl und Lichtenau aufgenommen. 1875 entstand die Eisenbahnverbindung über den Grulicher Pass ins schlesische Mittelwalde. 1880 war die Einwohnerzahl auf 1323 angestiegen. Infolge des Münchner Abkommen kam der Ort 1938 zum Deutschen Reich und wurde Teil des Landkreises Grulich. Nach dem Zweiten Weltkrieg wurden die deutschen Bewohner vertrieben. Nach der Neubesiedlung lebten 1950 652 Menschen in Lichkov. Die Holzwarenfabrik wurde 1973 durch ein Feuer vernichtet.

## Gemeindegliederung
Für die Gemeinde Lichkov sind keine Ortsteile ausgewiesen.

## Sehenswürdigkeiten
- Kirche St. Josef, das im Neorenaissancestil errichtete Bauwerke entstand zwischen 1889 und 1892
- Statue des Hl. Johannes von Nepomuk, an der Staatsgrenze, aufgestellt 1730
- Pramen Knížete Rostislava (Fürst Rostislav Quelle), radioaktive Quelle, südwestlich des Dorfes